# Championnats d'Océanie de cyclisme sur route 2016
Navigation
Championnats d'Océanie 2015 Championnats d'Océanie 2017
Les Championnats d'Océanie de cyclisme sur route 2016 ont lieu du 3 au 5 mars 2016 à Bendigo en Australie.

## Podiums masculins
| Compétitions             | Or                     | Argent                | Bronze                |
| Élites                   |                        |                       |                       |
| Course en ligne          | Sean Lake (AUS)        | Brendan Canty (AUS)   | Mark O'Brien (AUS)    |
| Contre-la-montre         | Sean Lake (AUS)        | Joseph Cooper (NZL)   | Benjamin Dyball (AUS) |
| Hommes - Moins de 23 ans |                        |                       |                       |
| Course en ligne          | Michael Storer (AUS)   | Chris Harper (AUS)    | Cyrus Monk (AUS)      |
| Contre-la-montre         | Alexander Morgan (AUS) | Oscar Stevenson (AUS) | Michael Storer (AUS)  |
| Hommes - Juniors         |                        |                       |                       |
| Course en ligne          | James Fouche (NZL)     | Robert Stannard (NZL) | Maccie Carter (AUS)   |
| Contre-la-montre         | Harry Sweeny (AUS)     | James Fouche (NZL)    | Robert Stannard (NZL) |

## Podiums féminins
| Compétitions     | Or                    | Argent                 | Bronze                    |
| Élites           |                       |                        |                           |
| Course en ligne  | Shannon Malseed (AUS) | Jessica Mundy (AUS)    | Lisen Hockings (AUS)      |
| Contre-la-montre | Katrin Garfoot (AUS)  | Bridie O'Donnell (AUS) | Kate Perry (AUS)          |
| Femmes - Juniors |                       |                        |                           |
| Course en ligne  | Chloe Moran (AUS)     | Mikayla Harvey (NZL)   | Ruby Roseman-Gannon (AUS) |
| Contre-la-montre | Mikayla Harvey (NZL)  | Chloe Moran (AUS)      | Jaime Gunning (AUS)       |

## Tableaux des médailles
| Rang  | Nation           | Or | Argent | Bronze | Total |
| ----- | ---------------- | -- | ------ | ------ | ----- |
| 1     | Australie        | 8  | 6      | 9      | 23    |
| 2     | Nouvelle-Zélande | 2  | 4      | 1      | 7     |
| Total | Total            | 10 | 10     | 10     | 30    |